# إبراهيم ليف
إبراهيم ليف (بالعبرية: אברהם לב‏) هو لاعب كرة قدم إسرائيلي، ولد في 24 أغسطس 1948.

## وصلات خارجية
- إبراهيم ليف على موقع قاعدة بيانات كرة القدم.إي يو (الإنجليزية)
- إبراهيم ليف على موقع ناشيونال فوتبول تيمز (الإنجليزية)
- إبراهيم ليف على موقع عالم كرة القدم.نت (الإنجليزية)
- إبراهيم ليف على موقع اللجنة الأولمبية الدولية (الإنجليزية)
- إبراهيم ليف على موقع أوليمبيديا (الإنجليزية)